# Rogério Samora
José Rogério dos Anjos Filipe da Conceição Samora (Oeiras, Amadora, 28 de outubro de 1959 – Amadora, Venteira, 15 de dezembro de 2021), ou apenas Rogério Samora, foi um ator português. Reconhecido pelos seus trabalhos no teatro e na televisão, colaborou com realizadores como Manoel de Oliveira, João Botelho, António-Pedro Vasconcelos, Maria de Medeiros, José Fonseca e Costa ou Raúl Ruiz.
Ganhou um prémio nacional de relevância na gala dos Globos de Ouro (atribuídos pela SIC e a revista Caras).

## Biografia
Nasceu em casa, na freguesia da Amadora, então pertencente ao município de Oeiras, às 8h15 da manhã de 28 de outubro de 1959, tendo sido registado na freguesia da Graça, em Lisboa, onde viveu com a avó materna até aos sete anos. Era filho de Edmundo da Conceição Samora, preparador de medicamentos.
Representou na Sociedade Cultural Recreativa de Rio de Mouro e no Liceu de Queluz. Entre 1977 e 1979, estudou à noite no Conservatório Nacional.
No cinema, o seu primeiro trabalho remunerado foi fazer de figurante no filme filme Entre Giestas, de 1980.
Frequentou o curso de Teatro (Formação de Atores), na Escola Superior de Teatro e Cinema do Instituto Politécnico de Lisboa, e teve a sua estreia profissional na Casa da Comédia, ainda em 1980, na peça A Paixão Segundo Pier Paolo Pasolini, de René Kalisky (Prémio de Ator Revelação, da Associação Portuguesa de Críticos de Teatro, em 1981), dirigido por Filipe La Féria.
Também com La Féria integraria o elenco de espetáculos como A Marquesa de Sade de Mishima, A Ilha do Oriente de Mário Cláudio, ou Eva Perón de Copi. De resto, também foi dirigido por Carlos Avilez, no Teatro Experimental de Cascais (Hamlet, de Shakespeare, e Erros Meus, Má Fortuna, Amor Ardente, de Natália Correia), Saguenail (A Dança do Sargento Musgrave, de John Arden), Fernanda Lapa (Medeia é bom rapaz de Luís Riaza, As Bacantes, de Eurípides, Sétimo Céu de Caryl Churchill e Como Aprendi a Conduzir de Paula Vogel), Castro Guedes (Quase Por Acaso Uma Mulher de Dario Fo), Carlos Pimenta (Moderato Cantabile de Marguerite Duras e Ricardo III de William Shakespeare), Gastão Cruz (O Pelicano de August Strindberg), João Lourenço (Fernando Krapp Escreveu-me Esta Carta de Tankred Dorst), Artur Ramos (A Castro de António Ferreira), Luís Miguel Cintra (Cimbelino de Shakespeare) e Solveig Nordlund (Traições de Harold Pinter).
Além do teatro, participou em quase meia centena de longas-metragens no cinema, participando em filmes de realizadores como Manoel de Oliveira, José Álvaro Morais, João Mário Grilo, João Botelho, Manuel Mozos, António-Pedro Vasconcelos, Maria de Medeiros, Luís Filipe Rocha, Margarida Cardoso, José Fonseca e Costa e Raúl Ruiz. Entre as suas interpretações mais destacadas, constam 98 Octanas (2006) de Fernando Lopes, realizador que também o dirigiu em O Delfim, valendo-lhe uma nomeação para Melhor Ator nos Globos de Ouro, de 2003, e em Lá Fora; co-protagonizando ambos com Alexandra Lencastre. Chamado também, com frequência, para dobragens de cinema de animação, participou, por exemplo, na dobragem portuguesa do filme O Rei Leão, dando voz quer nos diálogos, quer nas canções à personagem de Scar.
Ator regular na televisão, integrou o elenco de diversas produções, entre séries, novelas, telefilmes ou teatro de autores como Alan Ayckbourn, Somerset Maugham, Friedrich Dürrenmatt ou Shelagh Delaney. Figurou em produções da chamada ficção nacional, na SIC.
Em 2018, anunciou o fim da carreira, o que não se concretizou. Nesse ano, abriu um hotel no Porto, denominado Golden Holidays by Rogério Samora.
No dia 20 de julho de 2021, sofreu duas paragens cardiorrespiratórias; a primeira no decorrer das gravações da novela Amor Amor, da SIC, e a segunda quando era transportado para o Hospital Professor Doutor Fernando Fonseca (doravante designado Hospital Amadora-Sintra), onde ficou internado na unidade de cuidados intensivos durante mais de dois meses. A 28 de setembro de 2021, foi transferido da unidade de cuidados intensivos do Hospital Amadora-Sintra para a unidade de cuidados continuados integrados da Associação de Socorros da Freguesia da Encarnação (ASFE Saúde), no município de Mafra, mantendo-se com prognóstico muito reservado e em coma vegetativo. Nunca tendo saído do quadro clínico de coma profundo, morreu em 15 de dezembro de 2021 no Hospital Amadora-Sintra, na sequência de uma infeção pulmonar.

## Carreira

### Cinema
Fez parte do elenco dos filmes: 
- O Filme do Bruno Aleixo, de João Moreira e Pedro Santo (2020)
- As Mil e Uma Noites: Volume 2, O Desolado, de Miguel Gomes (2015)
- As Mil e Uma Noites: Volume 1, O Inquieto, de Miguel Gomes (2015)
- Lápis Azul, de Rafael Antunes (2012), curta-metragem
- A Morte Vai ao Psiquiatra, de Diogo Lima (2012), curta-metragem
- Batepá, de Orlando Fortunato de Oliveira (2010)
- A Cabine, de Paulo Neves (2010), curta-metragem
- Os Sorrisos do Destino, de Fernando Lopes (2009)
- Singularidades de uma Rapariga Loura, de Manoel de Oliveira (2009)
- Directo, de Luís Alvarães e Luís Mário Lopes (2009)
- A Corte do Norte, de João Botelho (2008)
- O Capacete Dourado, de Jorge Cramez (2007)
- The Lovebirds, de Bruno de Almeida (2007)
- O Mistério da Estrada de Sintra, de Jorge Paixão da Costa (2007)
- Viúva Rica Solteira Não Fica, de José Fonseca e Costa (2006)
- 98 Octanas, de Fernando Lopes (2006)
- Lavado em Lágrimas, de Rosa Coutinho Cabral (2006)
- La caja, de Juan Carlos Falcón (2006)
- Diário de um Novo Mundo, de Paulo Nascimento (2005)
- O Crime do Padre Amaro, de Carlos Coelho da Silva (2005)
- O Fatalista, de João Botelho (2005)
- O Quinto Império - Ontem como Hoje, de Manoel de Oliveira (2004)
- Lá Fora, de Fernando Lopes (2004)
- Os Imortais, de António Pedro Vasconcelos (2003)
- A Passagem da Noite, de Luís Filipe Rocha (2003)
- El Viaje de Carol, de Imanol Uribe (2002)
- Deux, de Werner Schroeter (2002)
- O Delfim, de Fernando Lopes (2002)
- Quem És Tu?, de João Botelho (2001)
- Porto da Minha Infância, de Manoel de Oliveira (2001)
- O Décimo Punhal, de Vítor Moreira (2001), curta-metragem
- Palavra e Utopia, de Manoel de Oliveira (2000)
- Combat d’amour en Songue, de Raoul Ruiz (2000)
- Capitães de Abril, de Maria de Medeiros (2000)
- A Falha, de João Mário Grilo (2000)
- Inferno, de Joaquim Leitão (1999)
- Jaime, de António Pedro Vasconcelos (1999)
- Era uma Vez um Alferes, de Júlio Alves (1999), curta-metragem
- Entre Nós, de Margarida Cardoso (1999), curta-metragem
- Senhor Jerónimo, de Inês de Medeiros (1998), curta-metragem
- Longe da Vista, de João Mário Grilo (1998)
- Party, de Manoel de Oliveira (1996)
- La Leyenda de Balthasar el Castrado, de Juan Miñon (1996)
- A Fachada, de Júlio Alves (1996), curta-metragem
- Carga Infernal, de Fernando d' Almeida e Silva (1996)
- Adão e Eva, de Joaquim Leitão (1995)
- Sinais de Fogo, de Luís Filipe Rocha (1995)
- Fugueuses, de Nadine Trintignant (1995)
- A Caixa, de Manoel de Oliveira (1994)
- Eternidade, de Quirino Simões (1992)
- Villa Mauresque, de Patrick Mimouni (1992)
- Hors saison, de Daniel Schmid (1992)
- Vertigem, de Leandro Ferreira (1992)
- Xavier, de Manuel Mozos (1992)
- Um Crime de Luxo, de Artur Semedo (1991)
- Solidão, Uma Linda História de Amor, de Victor di Mello (1989)
- Torquemada, de Stanislav Barabas (1989)
- Matar Saudades, de Fernando Lopes (1988)
- Os Canibais, de Manoel de Oliveira (1988)
- Meia Noite, de Vítor Gonçalves (1988)
- O Bobo, de José Álvaro de Morais (1987)
- Serenidade, de Rosa Coutinho Cabral (1987)
- Le soulier de Satin, de Manoel de Oliveira (1985)

### Televisão
- Amor Amor - Carlos Jorge «Cajó» Antunes, SIC (2021) (antagonista)
- A Máscara I - Ananás (2020 - Ep.1 ao 3)
- Nazaré - Joaquim Gomes/Carlos Sampaio, SIC (2019/2021)
- Golpe de Sorte I - Fernando Alves Craveiro, SIC (2019)
- Amor Maior - Vicente Resende, SIC (2016/2017)
- Poderosas - José Maria de Sousa e Ataíde, SIC (2015/2016) (antagonista)
- Mar Salgado - Vicente Cruz, SIC (2014/2015)
- Sol de Inverno - Manel, SIC (2013/2014)
- Rosa Fogo - José da Maia, SIC (2011/2012) (antagonista)
- Mar de Paixão - Miguel Vasconcelos, TVI (2010/2011)
- Destino Imortal - Hector, TVI (2009)
- Flor do Mar - Gaspar Neto, TVI (2008/2009)
- Equador - Leopoldo da Costa , TVI (2008)
- Casos da Vida (A Última Aposta) - Vasco, TVI (2008)
- Fascínios - Raul Ventura, TVI (2007/2008)
- Jura - Joaquim, SIC (2006/2007)
- Nome de Código: Sintra - Conde Jorge, RTP (2006)
- Regresso a Sizalinda - Renato Brandão, RTP (2006)
- O Jogo - Jorge, SIC (2002/2003)
- Fúria de Viver - Filipe Cabral, SIC (2001/2002)
- Ganância - Luís Manuel, SIC (2001)
- Querido Professor - Salvador, SIC (2000/2001)
- Super Pai - Dinis, TVI (2000)
- Residencial Tejo - ator convidado, SIC (2000)
- Jornalistas - Eduardo, SIC (1999)
- Diário de Maria - Filipe, RTP (1998)
- Médico de Família - , SIC (1998)
- Ballet Rose - Padre Manuel, RTP (1997)
- Não Há Duas Sem Três - Joaquim, RTP (1997)
- A Grande Aposta - Fernando, RTP (1997)
- Sai da Minha Vida - ator convidado, SIC (1996)
- Número Um - apresentador, SIC (1995/1996)
- Cluedo - apresentador, TVI (1995)
- Roseira Brava - Jaime, RTP (1995)
- A Mulher do Senhor Ministro - Figueira, RTP (1995)
- Ein unvergeßliches Wochenende - (1994) (série alemã)
- Mano a Mano - apresentador, TVI (1994)
- Queridos Inimigos - apresentador, TVI (1993/1994)
- A Banqueira do Povo - Jerónimo, RTP (1993)
- Glückliche Reise - (1992) (série alemã)
- Giras e Pirosas - SIC (1992)
- Pedra Sobre Pedra - TV Globo (1992) (participação especial no último episódio)
- Os Contos do Mocho Sábio - RTP (1992)
- Jolly Joker - ARD (1991) (série alemã)
- O Beijo de Judas - RTP (1991)
- La guerre des privés - Sylvester, TF1 (1991) (série francesa)
- Os Melhores Anos - Tiago, RTP (1990)
- Alentejo Sem Lei - Ferro, RTP (1989)
- Cobardias - Vicente, RTP (1987)
- Gentlemen and Players - participação especial, TVS (1987) (série inglesa)
- Escrita da Casa - , RTP (1987)
- Vila Faia - jornalista, RTP (1982)

### Dobragens
- O Regresso de D'Artacão - Arãomis, Cardeal Rechelião (1990)
- Os Motoratos de Marte - Vinnie, Lawrence Limburger (1993)
- O Rei Leão - Scar (1994)
- Pular a Cerca - Vicente (2006)
- Beyond: Two Souls - Nathan Dawkins (2013)

### Teatro
- Como Aprendi a Conduzir (2004)